# Commanderie de Temple

## Description géographique
La commanderie de Temple se situe dans la commune de Blisland, dans le comté de Cornouailles.

## Historique
La fondation de la commanderie de Temple remonte au XIIe siècle, lorsque les Templiers bâtirent un refuge pour les pèlerins et les voyageurs, en route vers la Terre sainte.
Lors de la suppression de l'ordre du Temple en 1312, la commanderie de Temple fut dévolue à l'ordre de Saint-Jean de Jérusalem qui la maintint en place jusqu'à ce qu'Henri VIII fit supprimer les maisons religieuses. En 1934, la commune de Temple, dont le nom était issu de l'établissement des Templiers, fut incorporée à la commune de Blisland.

## Possessions

### Église
L'église de Temple acquit une certaine notoriété lorsqu'il y fut célébré des mariages sans qu'aucune autorisation des parents ne soit nécessaire, dans un esprit similaire à ce qui se passe à Gretna Green. Ceci prit fin lorsque le lieu fut mis sous la juridiction épiscopale en 1774. Au milieu du XIXe siècle, l'église était tombée en ruines et fut reconstruite par l'architecte Silvanus Trevail en 1883.

### Croix
Huit croix de pierre ont été répertoriées en 1896, incluant deux dalles, toutes dans le cimetière.